# Kieran Crowley
Pour les articles homonymes, voir Crowley.

a Compétitions nationales et continentales officielles uniquement.

b Matchs officiels uniquement.
Dernière mise à jour le 20 mai 2021.
Kieran James Crowley, né le 31 août 1961 à Kaponga (Nouvelle-Zélande), est un entraîneur et ancien joueur néo-zélandais de rugby à XV. Il a joué avec les All Blacks au poste d’arrière.
Kieran Crowley a disputé 35 matches pour les All Blacks de 1983 à 1991 dont 19 test matchs.
Après avoir entraîné la province de Taranaki et l'équipe de Nouvelle-Zélande de rugby à XV des moins de 19 ans championne du monde en 2007, il succède à Ric Suggitt en 2008 à la tête de l'équipe du Canada, sélection qu'il dirige jusqu'à la Coupe du monde 2015. En 2016, il prend en charge l'équipe italienne du Benetton Trévise qui dispute chaque année le Pro12 avant d'être nommé sélectionneur de l'équipe d'Italie de 2021 à 2023.

## Biographie

### Carrière de joueur
Kieran Crowley est né le 31 août 1961 à Kaponga, il a six frères et une sœur. Il commence à jouer au rugby dans son école, le Sacred Heart College d'Auckland.
Kieran Crowley joue avec l'équipe de Nouvelle-Zélande des moins de 21 ans de 1980 à 1982. Il dispute son premier test match le 29 octobre 1983 contre l'équipe d'Écosse, et le dernier contre l'équipe d'Écosse, le 1er juin 1991. Il dispute un match de la coupe du monde de rugby 1991 et la demi-finale de la coupe du monde de rugby 1987.

### Carrière d'entraîneur

#### Province (1998-2007)
De 1998 à 2007, il entraîné la province de Taranaki soit comme entraîneur adjoint pendant quatre années soit comme entraîneur principal durant cinq saisons.
Il dirige l'équipe de Nouvelle-Zélande de rugby à XV des moins de 19 ans championne du monde en 2007.
Il succède à Ric Suggitt en 2008 à la tête de l'équipe du Canada. Il est entraîneur de l'équipe nationale canadienne jusqu'à la Coupe du monde 2015.

#### Sélection canadienne (2008-2015)
Après avoir obtenu la qualification de la sélection canadienne pour la coupe du monde 2011 lors des qualifications de la zone Amériques, il dirige celle-ci lors de la compétition, disputée en Nouvelle-Zélande. Les Canadiens battent les Tonga sur le score de 25 à 20 avant de s'incliner face à la France par 46 à 19. Après un nul 23 partout avec le Japon, le Canada est nettement battu par la Nouvelle-Zélande sur le score de 79 à 15.
L'équipe de Kieran Crowley perd l'ensemble de ses rencontres lors de la coupe du monde 2015, contre l'Irlande, la France, l'Italie et la Roumanie, cette dernière, menée 15 à 0, s'imposant finalement 17 à 15. Toutefois, l'équipe canadienne est reconnue pour le jeu agréable qu'elle produit.
Il quitte la sélection canuck fin 2015 pour prendre la direction de l'équipe italienne de Trévise.

#### Benetton Rugby (2016-2021)
Après une saison 2016-2017 où le Benetton Rugby Trévise finit antépénultième, malgré quelques victoires notables, contre les Ospreys par exemple, la saison 2017-2018 bat déjà des records de nombre de victoires pour le club italien. Ils battent des équipes comme les Scarlets ou le Leinster.
La saison 2018-2019 est elle un succès total, qui voit les italiens participer pour la première fois aux play-off de Pro14. Crowley est par la suite élu entraîneur de la saison.

#### Sélection italienne (2021-2023)
Le 19 mai 2021, la fédération italienne annonce sa nomination au poste de manager  en remplacement de Franco Smith.
Le 19 mars 2022, pour le dernier match de son équipe dans le tournoi des Six Nations, l'Italie gagne à Cardiff 22 à 21 après de nets progrès notamment contre l'Écosse. Il s'agit de son premier gros succès avec cette équipe qui a enchaîné 36 défaites d'affilée dans le tournoi depuis leur dernière victoire contre l'Écosse en 2015.
Lors de la série des tests matchs de novembre 2022, l'équipe de Crowley continue de surprendre. Le 5 novembre, ils dominent largement face aux Samoa, 49 à 17. Le 12 novembre, l'Italie enchaîne en remportant une victoire historique face à l'Australie, 28 à 27, une première dans son histoire. Après une phase de poule du mondial 2023 terminé par une lourde défaite face au XV de France (60-7), il quitte son poste, non reconduit par la fédération italienne, qui l'avait annoncé avant le début de la compétition.

## Palmarès
- Vainqueur de la Coupe du monde en 1987
- Troisième de la Coupe du monde en 1991